# Трескалини (Виченца)
Трескалини је насеље у Италији у округу Виченца, региону Венето.
Према процени из 2011. у насељу је живело 45 становника. Насеље се налази на надморској висини од 41 м.